# Шуми Дечаса
Шуми Дечаса — бахрейнский легкоатлет эфиопского происхождения.

## Биография
С 11 сентября 2013 года является гражданином Бахрейна. С 10 сентября 2014 года имеет право выступать на международных соревнованиях за Бахрейн.

## Достижения
- Римский полумарафон 2012 — 59.51 (2-е место)
- Сеульский марафон 2012 — 2:07.11 (2:07.11)
- Гамбургский марафон 2014 — 2:06.43 (1-е место)